# Naučná Včelí stezka
Naučná Včelí stezka, nazývaná také naučná včelí stezka Vaňkův kopec, je krátká naučná stezka vedle sjezdovky Vaňkův kopec ve svazích kopce Úhorky na území obce Horní Lhota v okrese Ostrava-město. Geograficky se také nachází v pohoří Vítkovská vrchovina v Moravskoslezském kraji a v Horním Slezsku.

## Historie a popis
Naučná Včelí stezka má délku cca 0,6 km a je v lese. Sdílí informace o včele medonosné (Apis mellifera L.) a jejím chování a životě, včelařství a včelích produktech. Má 16 zastavení se 14 informačními panely, dendrofonem, hmyzím domkem, ohništěm, masážním chodníkem a skutečným včelím úlem se včelstvem. Trasa je také doplněna dřevěnými sochami a dalšími herními prvky. Byla postavena v červnu roku 2020 s tendencí co nejmenšího zásahu do krajiny. Součástí stezky je také výukové centrum s edukačními videi, mikroskopem, pracovními listy pro děti atp.

## Další informace
Stezka je v sezóně volně přístupná a vede po lesní stezce.

## Galerie

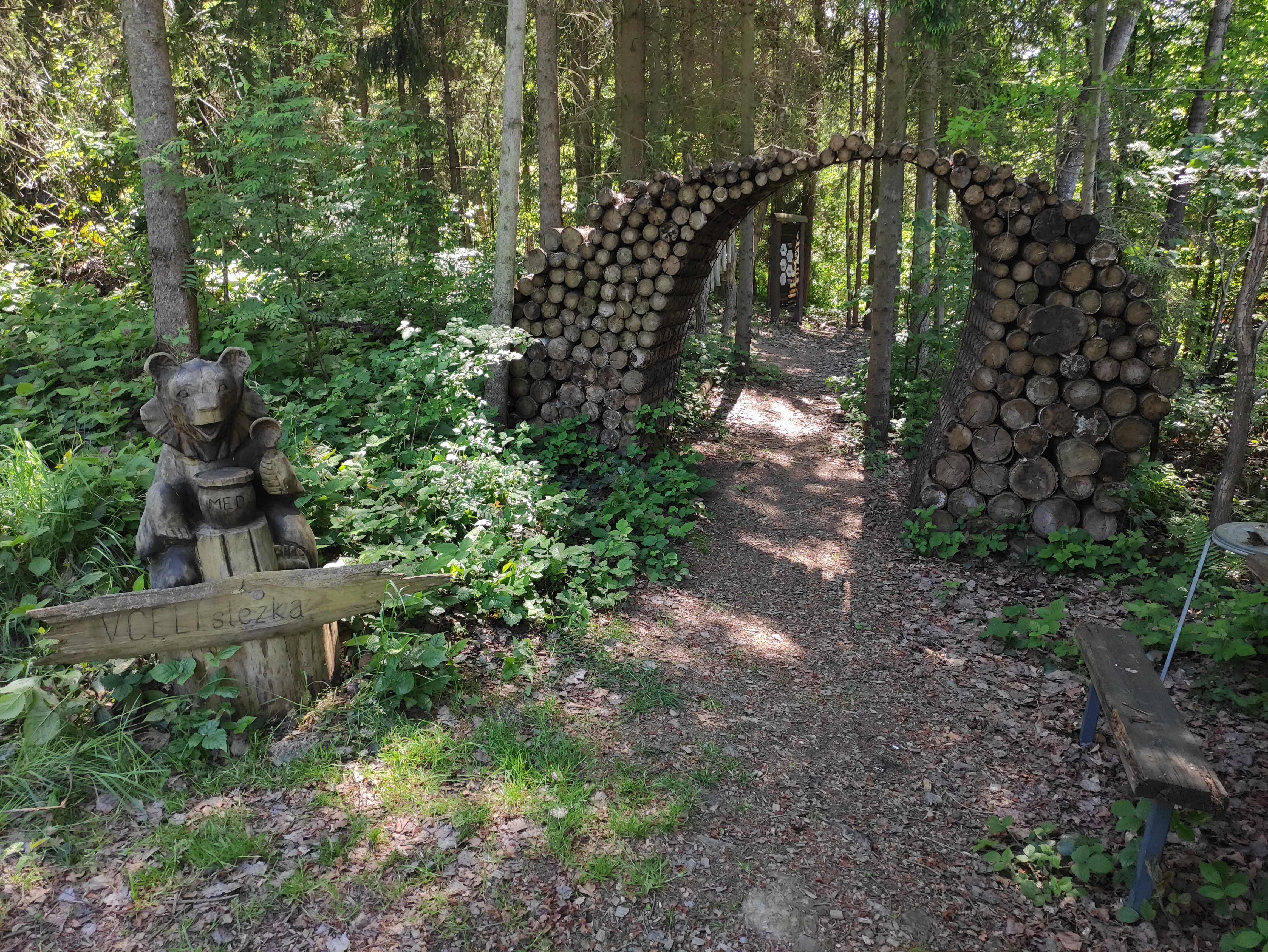
Vstup na stezku
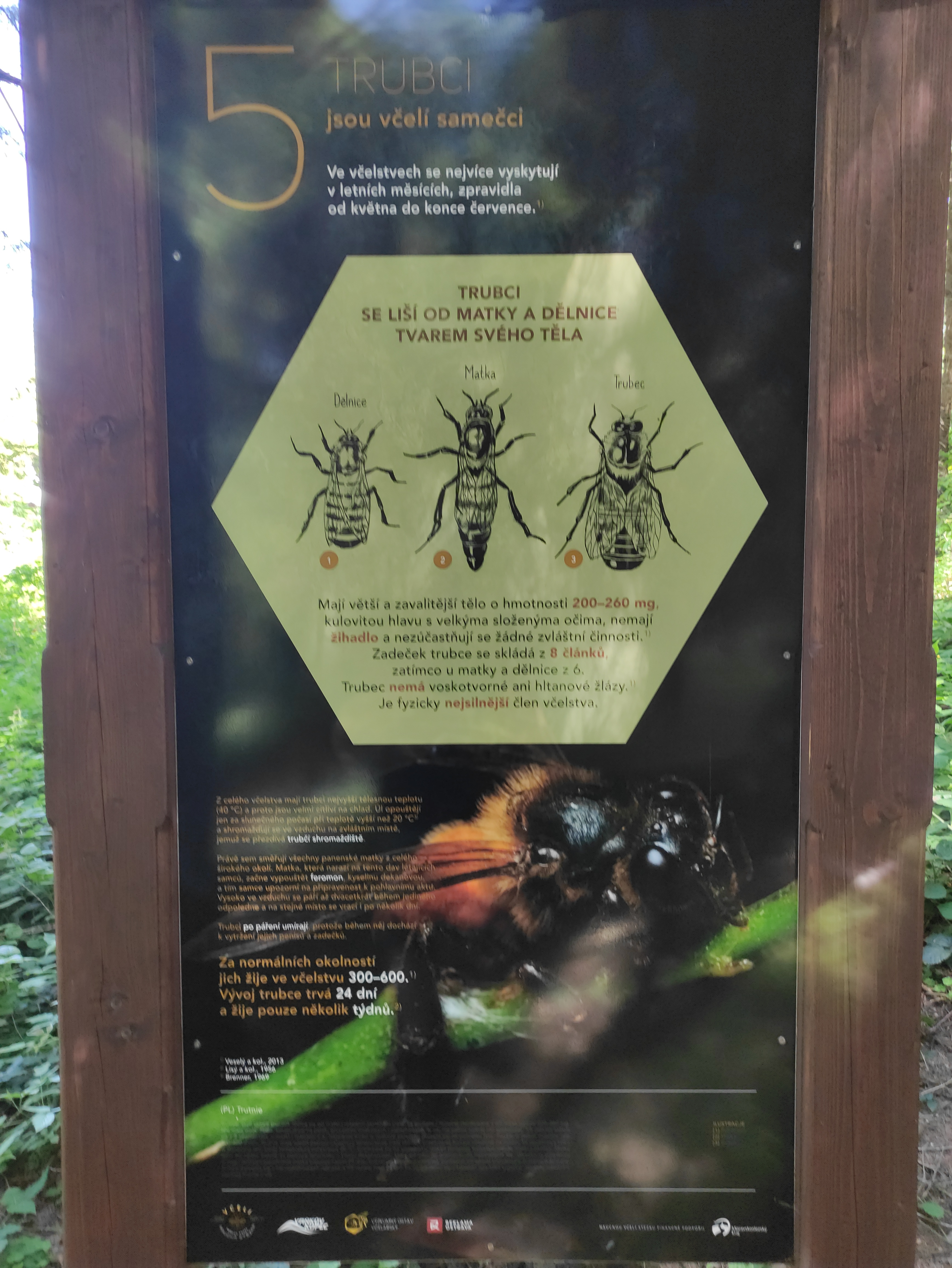
5. zastavení
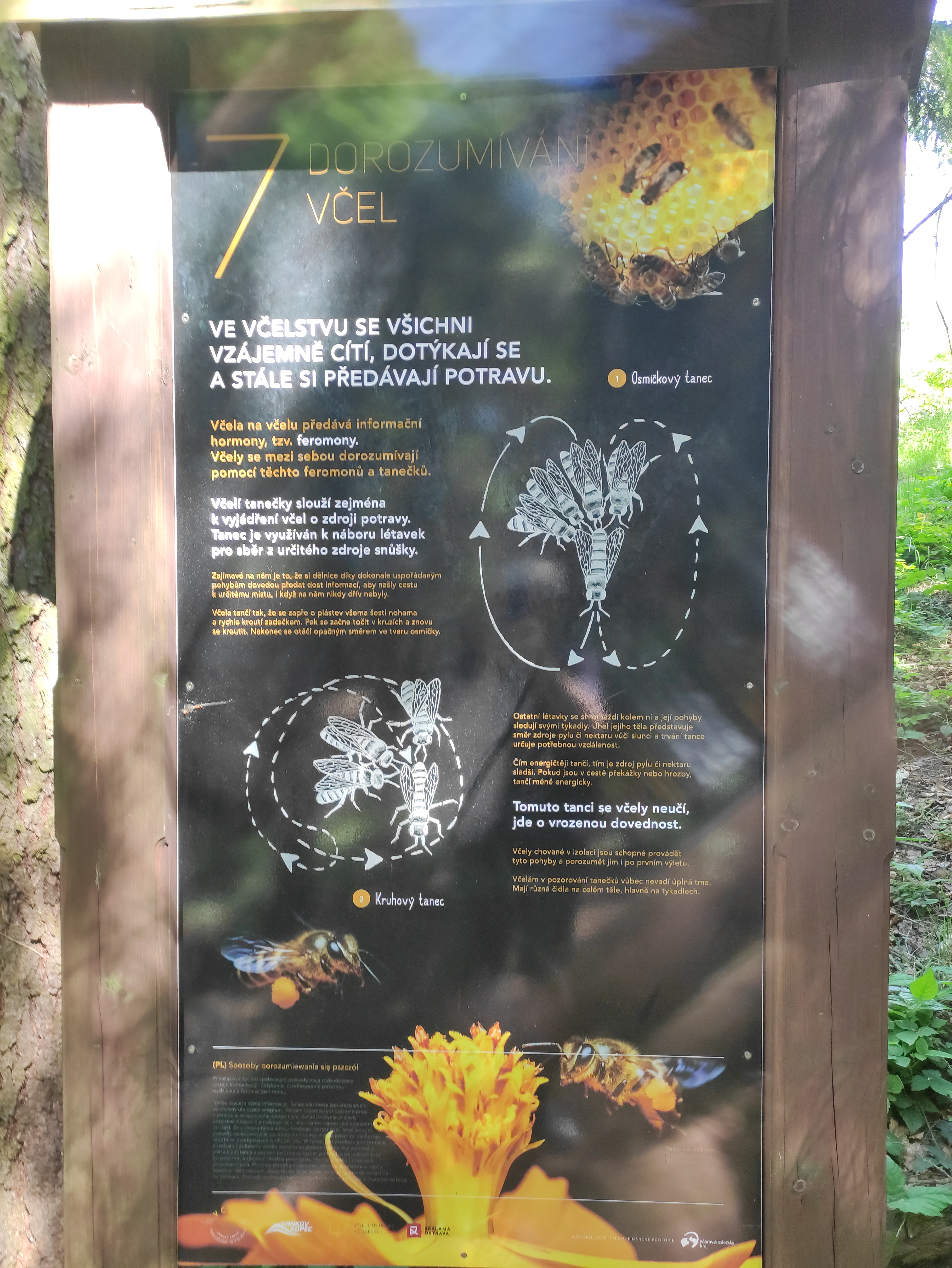
7. zastavení
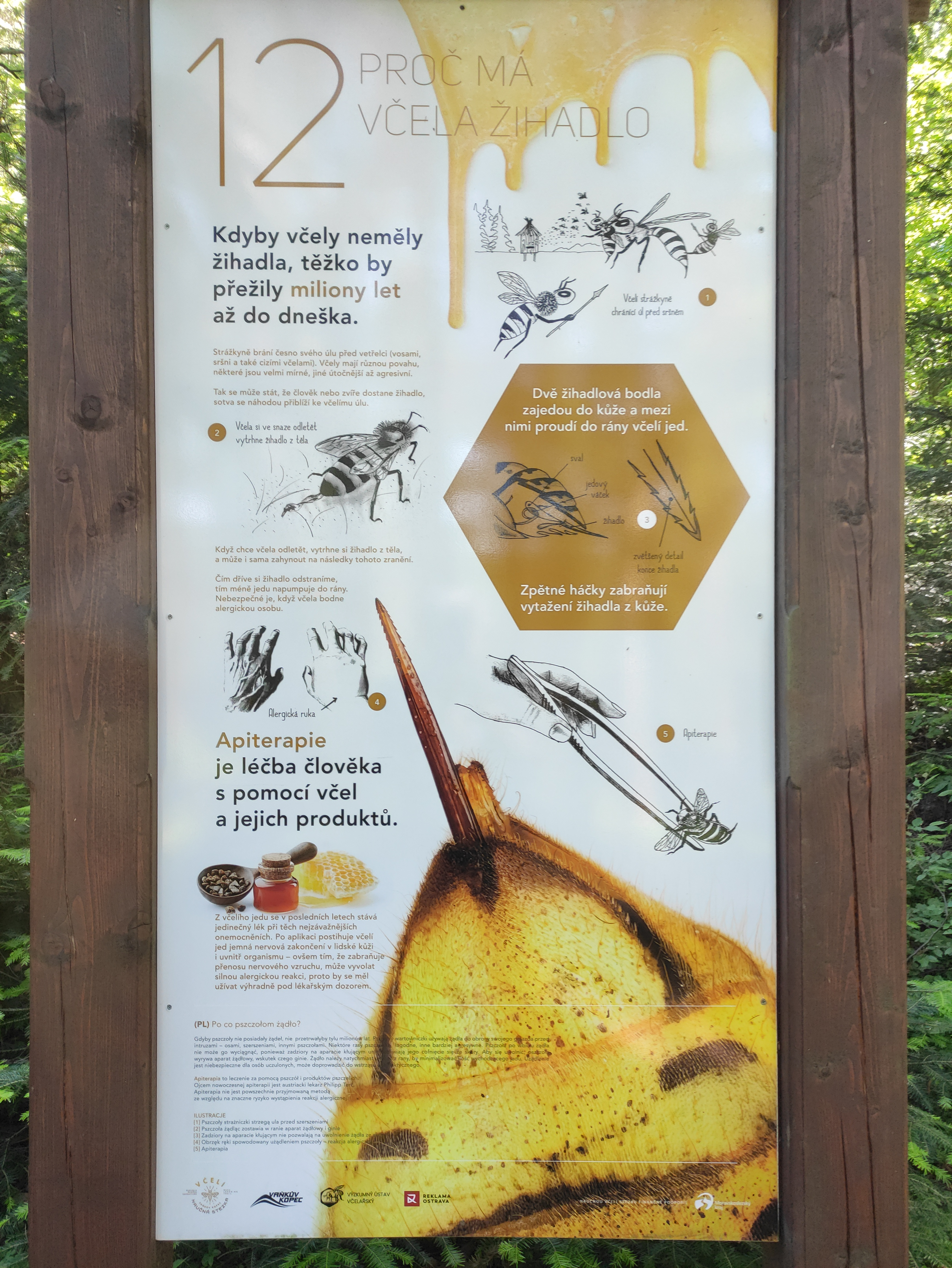
12. zastavení
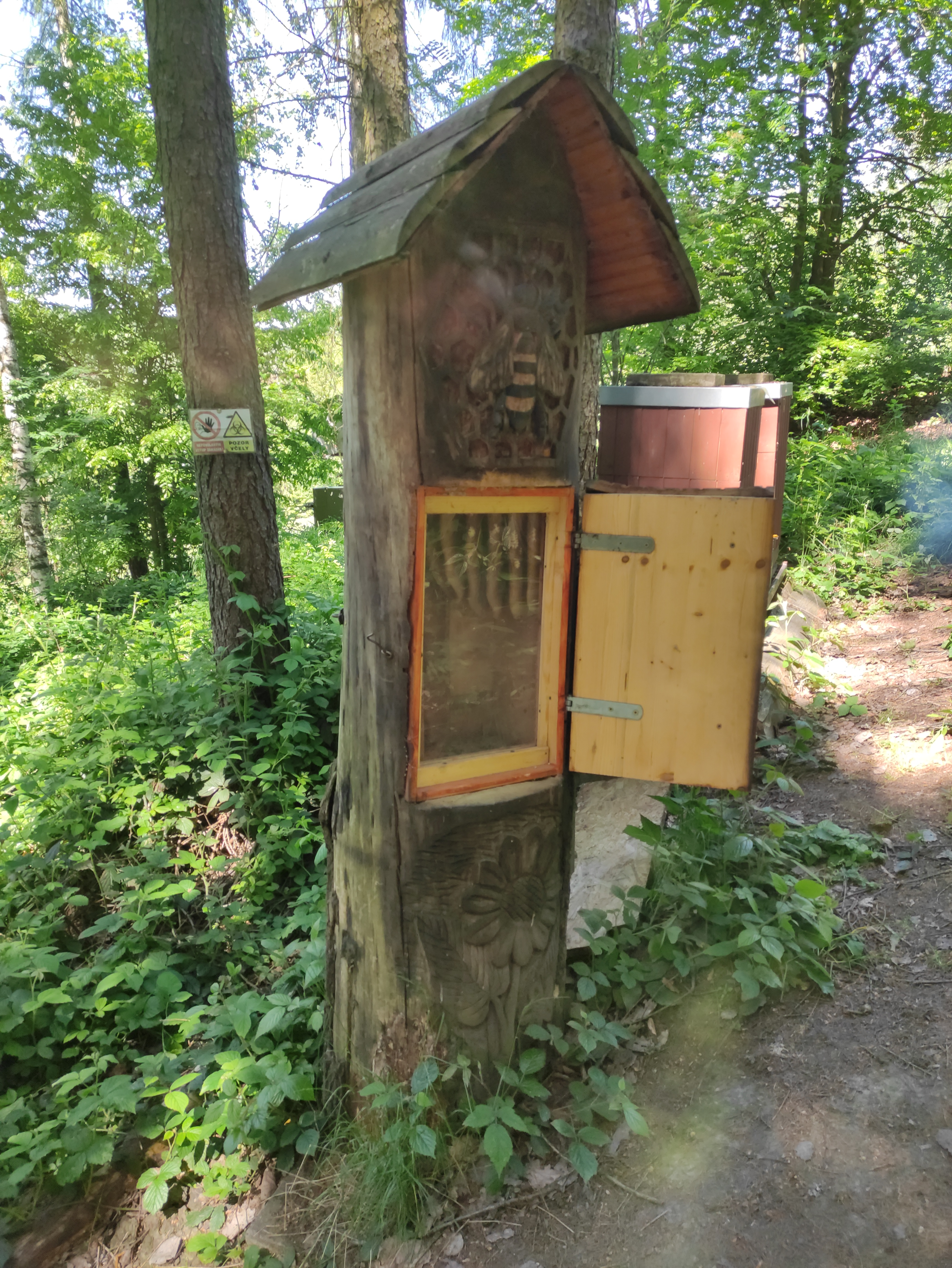
Včelí úl